# Kaliumkanal
En kaliumkanal er den mest udbredte type ionkanal og findes i alle levende organismer. Det er membranproteiner der danner kaliumselektive porer som gennemhuller cellemembranen.  De findes i mange celletyper og kontrollerer et stort antal forskellige funktioner.
I exciterbare celler, som neuroner, er kaliumkanaler med til at forme aktionspotentialet og bestemme cellemembranens hvilepotentiale.
Mennesket har ca. 80 gener for kaliumkanalproteiner.

## Opbygning
Kaliumkanaler er tetramerer, hvor fire identiske proteinenheder tilsammen danner et symmetrisk (C4) kompleks, hvor den ionledende pore er i centrum.

## Typer af kaliumkanaler
Der findes mange typer kaliumkanaler, som aktiveres på bestemte måder og som har forskellige roller i den transmembranale spændingsændringer. 
Kaliumkanaler kan aktiveres ved tilstedeværelse af calciumioner eller andre signalmolekyler, såsom neurotransmitter, hvor andre åbner eller lukker når der sker ændringer i spændingsforskellen over membranen (transmembranpotentialet). De specifikke spændingsregulerede kaliumkanaler benævnes   Kv  (v for voltage gated). Vigtige medlemmer for forståelsen af kaliumkanalernes struktur af funktion er KcsA i streptomyces A og Shaker kalium kanal i Drosophila.
I neuroner forekommer forskellige typer kaliumkanaler, som har forskellige roller i fx aktionspotentialet.

Kd er ansvarlige for repolariseringen efter influx af natriumioner har forårsaget en depolarisering. D'et står for 'delayed', hvilket oversat til dansk betyder 'forsinket'. Disse kanaler påvirkes ved ca samme spændingsforskel som natriumkanalerne, men åbner forsinket, hvilket er årsagen til navnet. 

Kl er altid åbne. L'et står for 'leak' eller 'læk' på dansk. 

Ka har en rolle i refraktærperioden. A'et står for aminopyradin, hvilket skyldes at dette stof blokerer kanalen. Det var med dette stof at man først påviste, at Ka er forskellige fra andre kaliumkanaler.

## Blokering
Forskellige organiske stoffer kan blokere kaliumkanalerne, som aminopyridin, kokain, capsaicin, stryknin og kinin.
Forskellige dyregifte som toksiner fra skorpion, søannemone, slanger, havsnegle (se en:cone snails) og edderkopper.
Forskellige ioner som barium, cadmium, calcium, cæsium, gadolinium og lithium natrium og zink.